# Torsionsstav

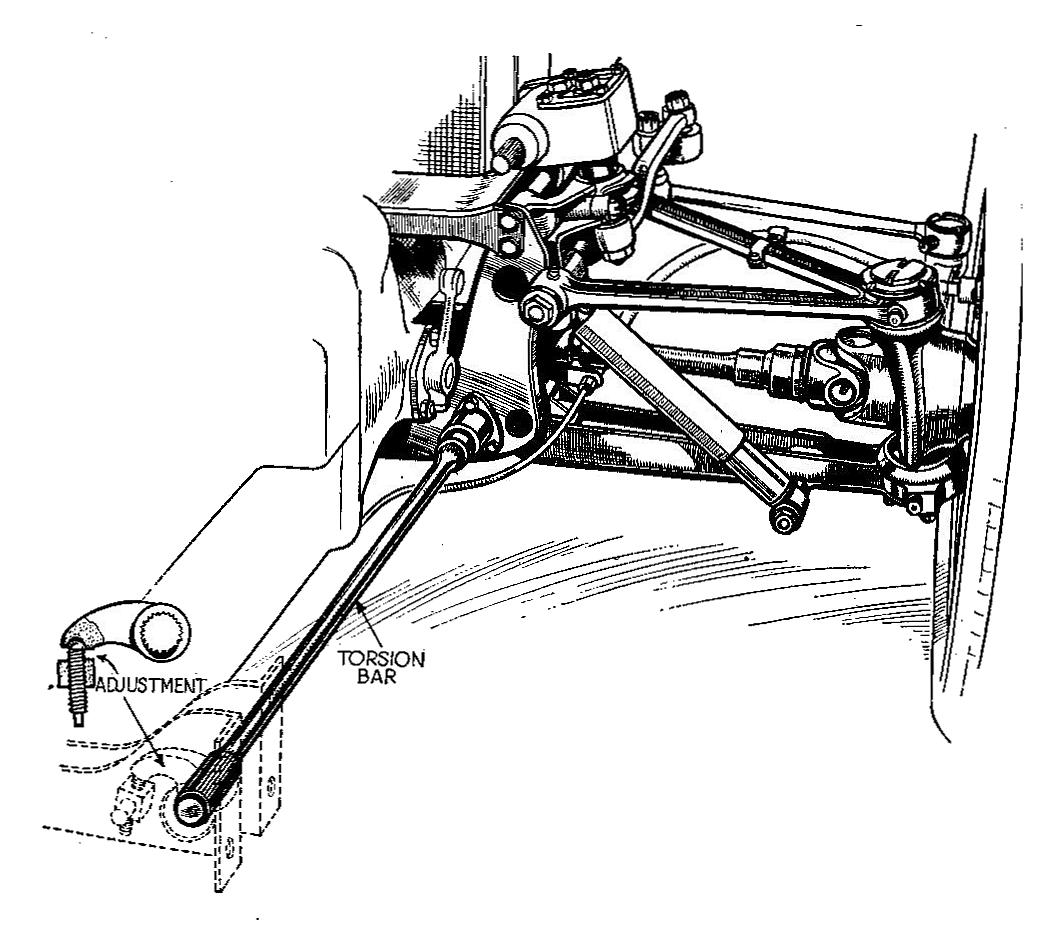
Ett exempel på torsionsfjädring, här på en Citroën

Torsionsstav är en typ av fjädring till motorfordon som verkar genom att en stålbalk vrids i sin längdriktning. Den ena änden av torsionsstaven eller balken sitter fast i fordonets chassi. På den andra änden sitter en stång som hjulets nav är fästat i. Stången är vinkelrät mot torsionsstaven. När fordonet rör sig i höjdled vrids torsionsstaven i längdriktningen.
Fördelen med torsionsstav jämfört med exempelvis en spiralfjäder är enklare mekanisk konstruktion, lägre tyngdpunkt, samt framförallt lägre ofjädrad vikt. Torsionsfjädring användes i vissa Volkswagen-prototyper på 1930-talet. Systemet användes i många stridsfordon under andra världskriget, och var en efterföljare till Christie-systemet.
Det används fortfarande ofta på släpfordon (släpkärror, hästkärror, husvagnar och liknande). Krängningshämmare till moderna sportbilar bygger ofta på torsionsstavsprincipen.